# Montorfano
Montorfano là một đô thị và thị xã của Ý. Đô thị này thuộc tỉnh Como trong vùng Lombardia. Montorfano có diện tích 2,53 km2, dân số theo ước tính năm 2010 của Viện thống kê quốc gia Ý là 2489 người. Thị xã có khoảng cách khoảng 8 km về phía nam Como tại mũi nam của hồ Como.
Các đơn vị dân cư:
Đô thị Montorfano giáp với các đô thị: